# 헤스트리에 클로에테
헤스트리에 클로에테(아프리칸스어: Hestrie Cloete, 1978년 8월 26일 ~ )는 남아프리카 공화국의 전직 육상 선수이다. 그녀는 2차례의 세계 선수권 대회에서 금메달을 획득했고 올림픽에서 2개의 은메달을 획득했다.
그녀는 세계 육상 선수권 대회에서 2연패했다.
클로에테는 자신의 가족 문제로 2004년 하계 올림픽이후 은퇴했다.